# Burin (constellation)
Caelum
«  Caeli » redirige ici. Pour les autres significations, voir Caeli ou Coeli.
«  Caelum » redirige ici. Pour les autres significations, voir Caelum ou Coelum.
Pour les articles homonymes, voir Burin (homonymie).
Le Burin est une constellation mineure de l'hémisphère sud, coincée entre l'Éridan et la Colombe.
Du sud de l'Europe, elle est visible uniquement à la fin de l'automne et en hiver, près de l'horizon.

## Histoire
Le Burin est l'une des 14 nouvelles constellations introduites par Nicolas-Louis de Lacaille en 1752. Son nom vient de la proximité du Sculpteur, dont le burin serait un outil. Lacaille nomma cette constellation « Caelum Sculptoris » (mot à mot « l'outil du sculpteur ») lors de la publication de son Coelum australe stelliferum, en 1763.

## Observation

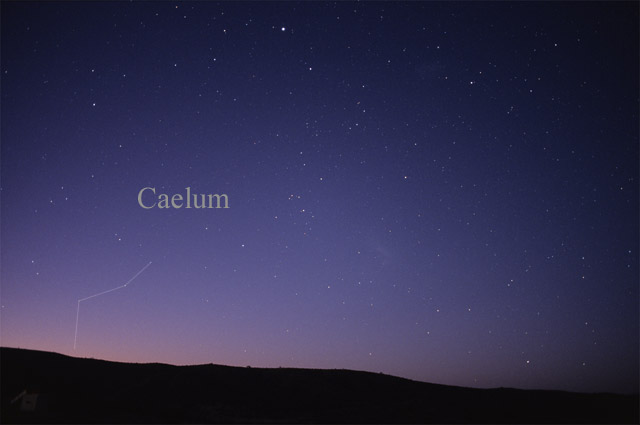
Constellation du Burin.

Le Burin est composé d'étoiles faiblement lumineuses dont sept seulement sont visibles à l'œil nu (de magnitude apparente inférieure à 6). Elle n'offre pas d'intérêt pour l'observation à l'œil nu.

### Localisation
Le Burin se situe entre la Colombe et l'Éridan.

### Forme
Les étoiles de cette constellation sont très faibles, et aucune forme n'est réellement visible.
- À partir du bec de la Colombe : partant de α Columbae vers l'ouest, on rencontre successivement ε Columbae à ~2°, ο Columbae à ~2° dans la même direction (un peu plus au nord), et on tombe enfin sur γ Caeli (à ~3°) suivie de β Caeli (à encore ~4°).
- α Caeli est située plein sud par rapport à β Caeli, à environ 4°.
- δ Caeli est située à ~3° SSO de α Caeli, et forme la pointe sud d'un petit triangle équilatéral avec α Caeli au nord et α Horologii vers l'ouest.
- Pour ceux qui veulent tester leur vue (et les conditions de visibilité), ζ Caeli est une étoile de magnitude 6,3 située au nord de β Caeli. Elle est à peine visible, immédiatement à ~2° à l'est du couple ν1-ν2 Eridani.

## Étoiles principales

### α Caeli
L'étoile la plus brillante de la constellation du Burin est α Caeli, pourtant pas particulièrement lumineuse puisqu'elle atteint seulement la magnitude apparente 4,45.
Il s'agit d'une étoile double, son compagnon étant une étoile de classe M de magnitude 12,5. La primaire ressemble quelque peu au Soleil, sa masse étant égale à 1,5 fois la masse de ce dernier. Son compagnon est plus petit puisqu'il n'atteint que 0,3 fois la masse du Soleil. Ces deux étoiles sont assez peu mesurées, elles seraient éloignées l'une de l'autre de plus de 1 000 UA et orbiteraient l'une autour de l'autre en au moins 130 ans.

### Autres étoiles
γ1 Caeli, la 2e étoile de la constellation avec une magnitude de 4,55, est également double ; son compagnon est de magnitude 8,0.
X Caeli est une étoile variable de type δ Scuti (étoiles pulsantes, présentant des variations de luminosité très faibles sur des périodes très courtes), sa magnitude varie de 6,3 à 6,4 en 3 h 14 min. Elle est également appelée γ2 Caeli.
R Caeli, légèrement au sud-ouest de β Caeli, est une  étoile variable de type Mira. Elle passe de la magnitude 6,7 à la magnitude 13,7 en 391 jours.

## Objets célestes
Le Burin ne contient pas beaucoup d'objets brillants du ciel profond : seuls deux objets ont une magnitude apparente supérieure à 13 :
- NGC 1679, une galaxie spirale située environ deux degrés au sud de ζ Caeli,

- et NGC 1567, une autre galaxie — elliptique celle-ci — à l'extrême-sud de la galaxie (près des frontières avec la Dorade et l'Horloge).

Le Burin est néanmoins une constellation assez dense en galaxies et contient d'ailleurs plusieurs dizaines d'amas de galaxies Abell.